# Zakątki
Zakątki (niem. Gnadenfeld) – osada w Polsce położona w województwie warmińsko-mazurskim, w powiecie piskim, w gminie Ruciane-Nida.
W latach 1975–1998 miejscowość należała administracyjnie do województwa suwalskiego.